# Västtysklands ständiga representation i Östberlin
Förbundsrepubliken Tysklands ständiga representation (Ständige Vertretung der Bundesrepublik Deutschland) i Östberlin var Västtysklands diplomatiska beskickining i Östtyskland mellan 1974 och 1990. Den ständiga representationen upprättades som en följd av grundfördraget mellan förbundsrepubliken och Tyska demokratiska republiken 1972, och samma år upprättades Östtysklands ständiga representation i Bonn. Legationen verkade på regeringsnivå och innebar inte ett fullt diplomatiskt erkännande av Östtyskland.

## Bakgrund
Syftet med grundfördraget var bland annat att de bägge tyska staterna skulle ge varandra ett visst erkännande, och traktatet medförde exempelvis att de bägge staterna kunde bli medlemmar av Förenta nationerna 1973. Erkännandet, vilket från Västtysklands sida hade gått inom ramen för en ökad öppenhet mot öst vilket brukar refereras till som Ostpolitik, innebar dock inte att någondera parten accepterade den andra statens anspråk på suveränitet. Det vill säga att även om staterna gav varandra ett slags de facto erkännande, vilket bland annat öppnade upp möjligheten för Östtyskland att etablera fulla diplomatiska förbindelser med stater i väst, så betraktade fortfarande var och en den andra sidan som del av en obehörig och ännu pågående militär ockupation. Eftersom bägge staterna i formell mening såg sig själva som enda legitim regering i Tyskland, samt att de ockuperade delar som man inte själv kontrollerade fortfarande betraktades som ett inrikes territorium, var inte heller dessa beskickningar ambassader, utan ständiga representationer mellan staternas regeringar.

## Ständiga sändebud
Förbundsrepublikens ständiga sändebud i Östberlin:
- Günter Gaus (1974–1981)
- Klaus Bölling (1981–1982)
- Hans-Otto Bräutigam (1982–1989)
- Franz Bertele (1989–1990)